# Breaking Away
Breaking Away (prt: Os Quatro da Vida Airada; bra: O Vencedor) é um filme norte-americano de 1979 dirigido por Peter Yates.
O filme conta a história de quatro adolescentes na cidade Bloomington localizado no estado americano Indiana que concluíram o ensino médio e não tem certeza o que querem fazer nas suas vidas.
É estrelado por Dennis Christopher, Dennis Quaid, Daniel Stern (e seu primeiro papel no cinema), Jackie Earle Haley, Barbara Barrie e Paul Dooley. O roteiro foi escrito por Steve Tesich e dirigido por Peter Yates

## Prémios
- 1979: NBR Award - Paul Dooley (Melhor Ator Secundário)
- 1979: NYFCC Award - Steve Tesich (Melhor roteiro)
- 1980: Oscar - Steve Tesich (Melhor roteiro Original)
- 1980: BAFTA - Dennis Christopher
- 1980: Globo de Ouro - Melhor filme de Comédia ou Musical
- 1980: National Society of Film Critics - Melhor Filme
- 1980: NSFC - Steve Tesich (Melhor roteiro)
- 1980: WGA Award - (Melhor filme de Comédia)
- 1980: Young Artist Awards - Dennis Christopher (Melhor Ator Juvenil)
- 1981: London Film Critics Circle - Steve Tesich (roteirista do Ano)